# Ipsimorpha schaumi
Ipsimorpha schaumi is een keversoort uit de familie platsnuitkevers (Salpingidae). De wetenschappelijke naam van de soort werd in 1877 gepubliceerd door Edmund Reitter.